# Karenia mikimotoi
Espèce
Synonymes
- Gymnodinium mikimotoi Miyake & Kominami ex Oda, 1935[2]
- Gymnodinium nagasakiense H.Takayama & M.Adachi, 1985[2]
- Gyrodinium nagasakiense Takayama & Adachi, 1984 [2]

Karenia mikimotoi est une espèce d'algues dinoflagellées du genre Karenia. C'est une micro-algue planctonique invisible à l'œil nu qui produit des toxines qui étouffent la vie marine.
Elle est connue pour former des efflorescences algales, souvent appelées "marées rouges", qui peuvent être toxiques. L'apparition de ces efflorescences a été observée dans diverses parties du monde, comme au Japon où son apparition a été documentée pour la première fois en 1935, mais aussi le long de la côte est des États-Unis, en Norvège, dans la Manche et en Australie. Là où elle est présente, la Karenia mikimotoi constitue une menace vitale pour les autres espèces (crustacés,  mollusques et poissons). Elle a aussi des effets transitoires sur la santé humaine, notamment une irritations des yeux ou des symptômes respiratoires.

## Sources
1. ↑  Guiry, M.D. & Guiry, G.M. AlgaeBase. World-wide electronic publication, National University of Ireland, Galway. https://www.algaebase.org, consulté le 1 juillet 2018.
2. 1 2 3  World Register of Marine Species, consulté le 1 juillet 2018.
3. ↑  Eléonore Disdero, « «C’est comme un film d’horreur» : une algue toxique étouffe le sud de l’Australie, tuant des milliers d’animaux marins », sur Libération (consulté le 18 août 2025)
4. ↑  Valentine Sabouraud, « «L’une des pires catastrophes jamais vues ici» : en Australie, une micro-algue maxi tueuse », sur Libération (consulté le 18 août 2025)